# صاروخ النظائر المشعة

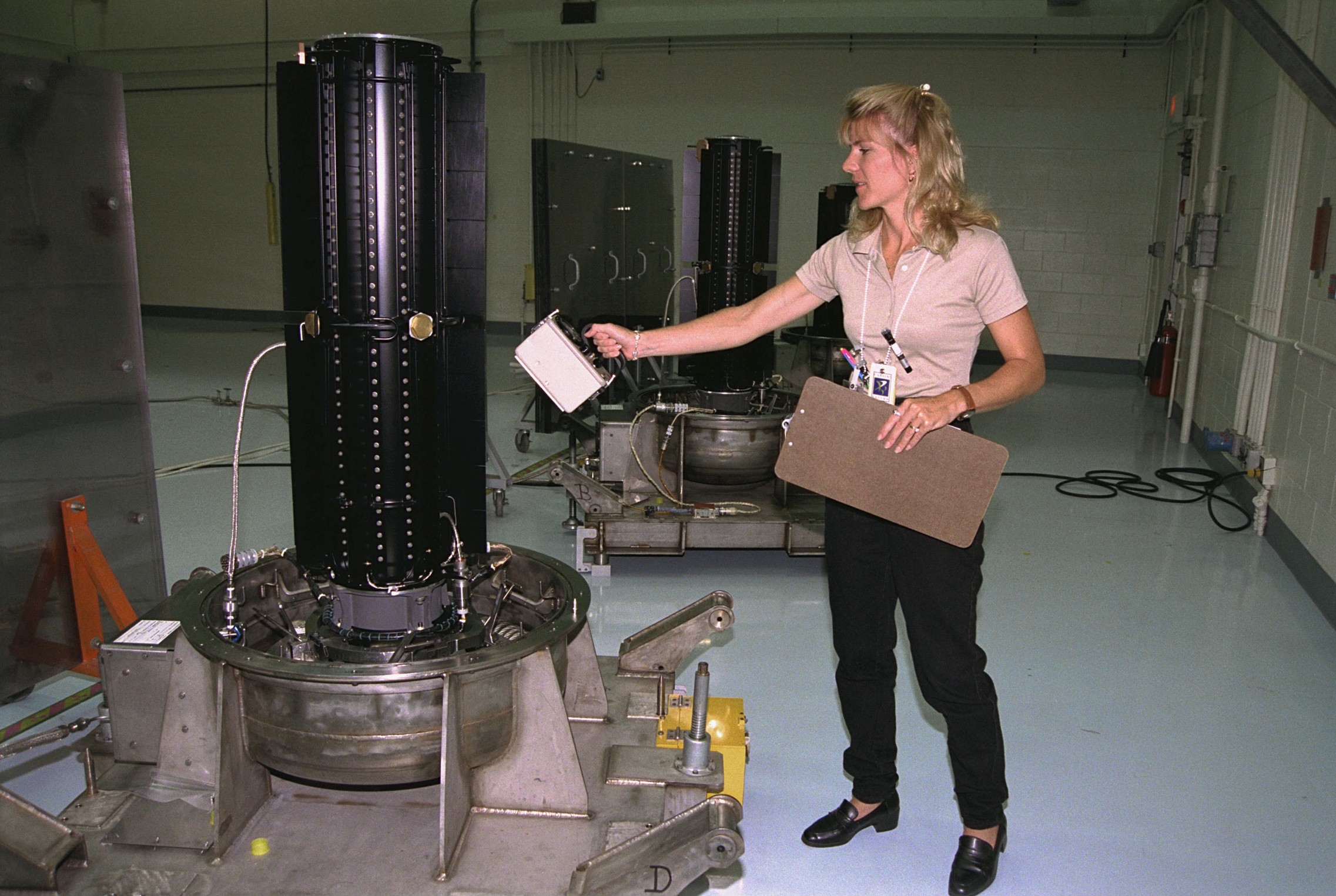
قياس شدة الإشعاع الصادرة من بطارية نظائر مشعة

صاروخ النظائر المشعة هو نوع من المحركات الصاروخية الحرارية التي تستخدم الحرارة الناتجة عن تسوس العناصر المشعة لتسخين مائع العمل، والذي يتم استنفاده بعد ذلك عبر فوهة صاروخية لإنتاج قوة دفع. إنها تشبه في طبيعتها الصواريخ الحرارية النووية مثل المحرك النووي للمركبات الصاروخية، ولكنها أبسط إلى حد كبير وغالبًا لا تحتوي على أجزاء متحركة.

## الفكرة
الفكرة الأساسية هي تطوير أنظمة توليد حراري مشعة للنظائر المشعة، تستخدم فيها الحرارة الناتجة عن تدهور الوقود النووي لتوليد الطاقة.

## التطبيق
في تطبيق الصاروخ يتم إزالة المولد، ويستخدم السائل العامل بدلاً من ذلك لإنتاج قوة الدفع مباشرة. درجات الحرارة تتراوح بين 1500 إلى 2000 درجة مئوية ممكنة في هذا النظام مما يتيح نبضات محددة تتراوح بين 700 إلى 800 ثانية (من 7 إلى 8 كيلو نيوتن/كجم)، أي حوالي ضعف درجات الحرارة مثل هيدروجين سائل وأكسجين سائل.
ومع ذلك فإن كمية الطاقة الناتجة عن مثل هذه الأنظمة تكون منخفضة إلى حد ما. في حين أنه من المتوقع أن يولد نظام المفاعل «النشط» الكامل في صاروخ حراري نووي أكثر من جيجاواط، فقد يحصل مولد النظائر المشعة على 5 كيلوواط. هذا يعني أن التصميم، على الرغم من كفائتة العالية، يمكن أن ينتج مستويات دفع ربما من 1.3 إلى 1.5، مما يجعلها مفيدة فقط لأجهزة الدفع. من أجل زيادة القدرة على القيام بمهام متوسطة المدى، تستخدم المحركات عادة أنواع الوقود ذات العمر النصفي القصير مثل بولونيوم 210، على عكس بطاريات النظائر المشعة النموذجية التي تستخدم وقودًا طويل العمر مثل البلوتونيوم من أجل إنتاج المزيد من الطاقة الثابتة على مدى فترات زمنية أطول.

## العيوب
عدم القدرة على تغيير قوة التشغيل. حيث يولد النظير المشع باستمرار حرارة يجب تبديدها بأمان عندما لا تسخن مادة دافعة. المفاعلات من ناحية أخرى يمكن اختناقها أو إيقافها حسب الرغبة.